# 北京顺义国际学校
北京顺义国际学校（英文：International School of Beijing, 缩写为 ISB）是一所非营利的国际男女同校日制学校，位于中国北京市。该校成立于1980年，为幼儿园至12年级的学生提供中英文双语课程。ISB 是北京市教育委员会（BEC）认可的外籍学生独立学校。

## 历史
20世纪70年代，在美国驻北京联络处（美国大使馆前身）的支持下，一所小型外国学校在北京建成。教学在三里屯一个外交公寓楼的走廊里进行，当时只有8名学生和2名认证教师。
1980年，美国大使馆将其学校与英国和澳大利亚大使馆的学校合并。加拿大和新西兰大使馆也加入进来，五国共同正式成立了北京国际学校。这所学校位于美国大使馆内，为五个大使馆的孩子们提供教育；学校逐渐开始招收其他大使馆的孩子。
1988年，根据新的规定，中国外交部正式将ISB注册为“外交子弟学校”。学校迁至丽都综合楼办公楼和住房单元，并开始接受所有北京外籍居民的申请。
1991年，ISB 成为北京第一所提供国际文凭组织完整文凭课程的学校。1997年，该校获得美国 WASC 认证，同年12月29日变更登记为北京顺义国际学校。
2002年1月，北京市教育局允许 ISB 重组为“外国儿童独立学校”。同年，学校迁至北京东北郊顺义区，占地13公顷（32英亩）。次年，ISB 获得了中国 NCCT 权威机构的认证。该项目于2007年获得 CIS、NEASC（美国）和 NCCT（中国）的全面认证。
ISB 于2017年完成了独立拥有的运动设施的建设，包括两个带有先进空气过滤的气膜馆，提供无污染的室内网球场和运动场。2014年，ISB 开设了 Futures Academy；这是一种旨在激发创造力、培养解决问题的技能和有效沟通、鼓励灵活性和合作的教育模式。该教育模式促进了学习机会和经验，培养了这些可转移的技能，旨在让学生掌握自己的学习。
2016年，ISB 在幼儿园到4年级开设了双语课程，在小学期间每年增加一个年级的双语课程。

## 校园
ISB 位于顺义区，占地13公顷（32英亩）。校园距离北京市中心约30分钟，靠近外籍人士居住区。校园里的两个气膜馆并排坐落，占地8500平方米以上，并且有着H-14级过滤系统。此外，ISB 有四个设备齐全的体育馆（其中一个有攀岩墙）；棒球和垒球场；两个全尺寸的草坪及足球场；一个橄榄球场、跑道和拥有665个座位的体育场；以及一个配有25米游泳池和跳水板的水上运动中心。
学校主楼有12个科学实验室、一个学生烹饪实验室、一个中学视觉艺术楼和一个小学艺术工作室。其次，主教学楼还有两个图书馆及媒体中心，共有82000多册图书和160多份杂志订阅。教学楼中的表演艺术部包括一个有600余座位的剧场、黑匣子剧场（Black Box）、排练空间和演播室舞台。在2020年，ISB 又一次在主教学楼中开设了四个新设施：幼儿学习中心、小学艺术与戏剧中心、中学和高中表演艺术中心以及中学艺术与设计中心。

## 组织
ISB 是一所非营利学校，由12人组成的董事会管理。这12名志愿者负责制定和批准学校政策，监督 ISB 的财务状况，招聘、支持和评估校长，指导学校的战略方向，制定履行职责的目标，并成立常设委员会来管理其工作。
ISB 的大部分收入（95%）来自学费和资本金，其余收入包括公共汽车费、利息收入和助学金。

## 学生和教师团体
截至2021至2022学年，ISB 有1710名学生，来自50多个国家和35个民族。小学、中学和高中分别有723名、435名和447名学生。由于 ISB 是一所“外籍人员学校”，它不被允许招收没有外国护照的中国大陆学生。
ISB 学生群体的流动性很高是因为许多学生的父母常常因工作而被调到其他城市。该校每年大约有350名新生和160名毕业生。由于名额限制，ISB 的招生录取率只有20%。
ISB 有420名员工，其中212人为教师。教员来自不同国家，包括中国、菲律宾、韩国、厄瓜多尔、爱尔兰、加拿大、美国、英国、澳大利亚、泰国、新加坡、阿尔巴尼亚、新西兰、法国、南非、日本、印度、荷兰、乌克兰、津巴布韦、德国、西班牙、阿根廷、萨摩亚和布隆迪。

## 学生生活
ISB 提供的活动包括乐队、管弦乐队、爵士乐队、合唱团、舞蹈、辩论学和戏剧。该高中有自己的荣誉合唱团 “Impromptune” 与戏剧团体 “Thespians”。每年有两场戏剧演出和一次 One Act Festival。表演艺术系经过多年的发展，在学校变得相当强大。例如在2010年10月，ISB 举办了 AMIS 荣誉爵士音乐节，其中8名ISB学生获得了参与活动的资格。每年 ISB 都会举办 Fringe Festival 来庆祝艺术。
在小学，ISB 提供有杂耍和篮球等活动。在这些活动中，学生们学习新的技能，为准备几个月后上演的表演。有一届五年级学生们自己编写剧本，并演绎了中国小说《西游记》的一章。
ISB 也是 Global Issues Group International Conglomeration 的总部。该集团由世界各地的国际学校中的超过15所分会学校组成。此外，模拟联合国（MUN）是另一个广泛参与的活动。在模拟联合国活动中，学生可以选择参加三次旅行中的一次，包括 BERMUN、THIMUN Qatar 和 CISSMUN。THIMUN 组织是联合国认可的唯一一个联合国示范项目，而北京国际学校自成立以来一直是该组织的成员。此外，MUN是一个由教师顾问协助的学生开办的项目，ISB MUN 执行委员会每年组织和运营北京国际模拟联合国（BEIMUN），这是亚洲第三大高中 MUN 会议。2017年是 BEIMUN 会议召开25周年，会议在校园内举行。
ISB 还主办中学和高中俱乐部。ISB 的俱乐部由学生会和ISB服务委员会协调和支持，学生会和ISB服务委员会由每个组织的负责人组成，并由三名教员协助。ISB 中学与高中的俱乐部包括：国际象棋俱乐部、辩论、儿童阅读、公共广播、ISB 直播、Makers Club、模拟联合国、Roots & Shoots 和年鉴设计。高中俱乐部包括：动漫俱乐部、历史俱乐部、SABAR 学生反偏见反种族主义俱乐部、Aperature、ISB Live、科学俱乐部、篮球、机器学习和研究、运动医学俱乐部、BJ学生出版社、Makers Club、学生会、Blue Fire、Mandel Math、学生健康俱乐部、Blue Shift、Mediheal、TESOL、Buddy、MUN、The Break、Business Club、NCC-Nightengale 慈善俱乐部、Thespians、，慈善时装秀、Net Impact、Tri-M、CodeOlympians、同伴助手、Tri-M音乐、Dear Letterbox、辅导中心、Dragon Chef、Prism、Ultimate 飞盘、Draxonic、Psych Club、We for She、Filmism、Regeneron Science Fair、世界学者杯、Global Issues、Research Symposium、年鉴设计、GreenKeepers、Robotics、Youth For Africa、Habitat For Humanity、Roots & Shoots。
ISB 的课后体育计划为所有年级的学生提供。小学、中学和高中团队参加 ISAC 和北京/天津国际学校联盟内的大多数活动。此外，ISB 的高中团队参加ACAMIS、中国杯和亚太地区组织的比赛，并有机会在亚洲参加各种比赛。ISB 游泳学院竞争激烈，成绩显著，校园也拥有一流的游泳池设施。小学生们有许多的校内体育赛事，体育相关的 ASA（after-school activities, 课后活动），以及受喜爱的 Jedi Jugglers 与 Dribbling Dragons。

## 学校认证
ISB 已获得美国新英格兰学校和学院协会（NEASC）、欧洲国际学校理事会（CIS）与国际学士学位组织（IBO）以及中国教育部基础教育课程教材发展中心（NCCT）的认证。
ISB 是东亚地区海外学校理事会（EARCOS）和全国大学招生顾问协会（NACAC）的成员。
2010年，《南华早报》的 Sarah Leung 写道，ISB 被公认为北京学术最严谨的国际学校之一。2013年，北京英国学校（BSB）校长 Mike Embley 表示，ISB、BSB 与京西学校（WAB）是北京排名前三的英语国际学校。

## 学校治理
ISB 由一个12名志愿父母组成的董事会管理，其中9人由 ISB 父母协会选出，3人在被任命人空缺时由现任董事会任命，任期3年。ISB 董事会提供战略监督和治理。尽管董事会在本质上具有战略意义，但其运营职责是招聘和评估校长。此外，ISB 董事会还负责最终预算批准，并对学校的财务健康负有最终受托责任。ISB 董事会根据协会章程监督 ISB 的运作。
所有有子女参加 ISB 的家长自动属于 ISB 家长协会。

## 著名校友
- 乔·亚历山大——以色列篮球超级联赛中的美国以色列职业篮球运动员

- 郑莉梅——奥运游泳选手

- Yu Shuran——花样滑冰运动员

- Dyah Roro Esti Widya Putri——印度尼西亚议会议员在人民代表委员会